# Julii
Tot de Jullii (gens Julia) behoorde onder andere Julius Caesar. Zijn naam had veel invloed op zijn politieke verwezenlijkingen: mythologisch gezien zegt de naam dat je van zowel goddelijke afkomst bent, als een afstammeling van Romulus en Remus. 
De Iulii zouden afstammen van de godin Venus (Romeins) of Aphrodite (Grieks) en de mens Anchises. Samen kregen ze een kind, de befaamde Aeneas.
Aeneas trouwde met een dochter van koning Priamos, Creusa. Zo werd hij een Trojaanse prins.
Als we verder in de stamboom gaan, komen we de broers Numitor en Amulius tegen. Numitor werd koning, maar zijn broer verdreef hem uit het rijk. Zijn dochter Rhea Silvia sloot hij op in een toren zodat ze geen kinderen zou krijgen. Maar dat was buiten Mars gerekend. Samen kregen ze de tweeling Romulus en Remus die de stad Rome stichtten.